# Belgien i olympiska vinterspelen 1952
Belgien deltog med 9 deltagare vid de olympiska vinterspelen 1952 i Oslo. Ingen av landets deltagare erövrade någon medalj.